# Marcello Truzzi
Marcello Truzzi (Copenhague, 6 de septiembre de 1935 - Ann Arbor, Michigan, 2 de febrero de 2003) fue un profesor de sociología en la Universidad de Míchigan Oriental, copresidente fundador del Comité para la Investigación Científica de las Afirmaciones de lo Paranormal (CSICOP), fundador de la Sociedad para la Exploración Científica, y director del Centro para la Investigación de Anomalías Científicas.
Truzzi era un investigador de varias protociencias y pseudociencias. El cofundador del CSICOP y compañero de Truzzi, Paul Kurtz, lo denominaba el «escéptico de los escépticos». Se le atribuye el origen de la popular frase «afirmaciones extraordinarias requieren pruebas extraordinarias».

## Libros
- Arthur Lyons, Marcello Truzzi. The Blue Sense: Psychic Detectives and Crime, The Mysterious Press, 1991. ISBN 0-89296-426-X
- Marcello Truzzi (ed.) Chess in Literature. Avon, 1974. ISBN 0-380-00164-0

- Datos: Q125128